# 133745 Danieldrinnon
133745 Danieldrinnon este o planetă minoră (asteroid) din centura de asteroizi. A fost descoperită pe 16 noiembrie 2003 la Catalina Station⁠(d) de Catalina Sky Survey. 
Obiectul prezintă o orbită caracterizată de o semiaxă mare de 2,9235360252611 UAi, o excentricitate de 0,07, o înclinație de 3,1 ° în raport cu ecliptica.